# فاننبولينكولم
فاننبولينكولم (بالإنجليزية: Vannanpuliyankulam)‏ هي منطقة سكنية تقع في سريلانكا في المقاطعة الشمالية.